# Meiothecium pendulum
Meiothecium pendulum är en bladmossart som beskrevs av Bennard Otto van Zanten 1964. Meiothecium pendulum ingår i släktet Meiothecium och familjen Sematophyllaceae. Inga underarter finns listade i Catalogue of Life.